# Ectoedemia deschkai
Ectoedemia deschkai là một loài bướm đêm thuộc họ Nepticulidae. Nó được tìm thấy ở Hy Lạp (the mainland và the Aegean Islands).
Ấu trùng ăn Hypericum hircinum và Hypericum triquetrifolium. Chúng ăn lá nơi chúng làm tổ. 